# Francisco Hurtado de Mendonça
Francisco Hurtado de Mendonça foi Vice-rei de Navarra e Marquês de Almazán. Exerceu o vice-reinado de Navarra entre 1579 e 1589. Antes dele o cargo foi exercido por Sancho Méndez de Leyva. Seguiu-se-lhe Martín de Córdoba, Marquês de Córdoba.